# Proterochyta
Proterochyta is een geslacht van vlinders van de familie grasmineermotten (Elachistidae).

## Soorten
- P. epicoena Meyrick, 1918